# Theonella annulata
Theonella annulata är en svampdjursart som beskrevs av Lendenfeld 1907. Theonella annulata ingår i släktet Theonella och familjen Theonellidae.
Artens utbredningsområde är havet utanför Marocko. Inga underarter finns listade i Catalogue of Life.